# The Golden Horde
Pour l’article homonyme, voir  The Golden Horde (film).
The Golden Horde est un jeu vidéo de stratégie en temps réel développé par World Forge et publié par JoWood en 2008. Le jeu se déroule dans l’Eurasie du haut Moyen Âge où s’affrontent trois factions : les Mongols, les Croisés et les Russes. Son système de jeu est similaire identique à celui de son prédécesseur Ancient Wars: Sparta . À sa sortie, le jeu est mal accueilli par la presse spécialisée qui lui reproche de n’être qu’un recyclage des précédents jeux développés par le studio, sans originalité et avec une réalisation médiocre,,.

## Accueil
| The Golden Horde |      |       |
| Média            | Pays | Notes |
| GameSpot         | US   | 60 %  |
| Jeuxvideo.com    | FR   | 9/20  |

## Référence
1. 1 2  
(en) Brett Todd, « The Golden Horde Review », sur GameSpot, 10 novembre 2008.
2. 1 2  
Pixelpirate, « Test : The Golden Horde », sur Jeuxvideo.com, 9 juin 2008.
3. ↑  (en)Steve Butts, « The Golden Horde Review », sur IGN, 29 août 2008.